# Dieter Burdenski
Dieter Burdenski (Bréma, 1950. november 26. – 2024. október 9.) nyugatnémet válogatott német labdarúgó, kapus. Herbert Burdenski német válogatott labdarúgó fia.

## Pályafutása

### Klubcsapatban
1962 ben az STV Horst Emscher csapatában kezdte a labdarúgást, majd 1966-tól a Schalke 04 korosztályos csapataiban folytatta.Itt 1969-ben mutatkozott be az első csapatban.
Az 1971–72-es idényben az Arminia Bielefeld játékosa volt. 1972 és 1988 között a Werder Bremen csapatánál töltötte pályafutása jelentős részét. Tagja volt az 1987–88-as idényben bajnoki aranyérmes csapatnak. 1988-ban a svéd AIK együttesében védett egy bajnoki mérkőzésen. Az 1990–91-es idényben a holland SBV Vitesse csapatában három bajnoki mérkőzésen szerepelt, majd visszavonult az aktív labdarúgástól. 1997 és 2005 között a Werder Bremen kapusedzője volt. 2002-ben 52 évesen egy alkalommal védett a brémai csapat második együttesében.

### A válogatottban
1971 és 1973 között hétszeres U23-as, 1972 és 1980 között kilencszeres B-válogatott volt. 1977 és 1984 között 12 alkalommal szerepelt a nyugatnémet válogatottban. 1977-ben egy Uruguay elleni barátságos mérkőzésen mutatkozott be Montevideóban. Részt vett az 1978-as argentínai világbajnokságon és az 1984-es franciaországi Európa-bajnokságon, de mérkőzésen nem szerepelt. Utolsó válogatott mérkőzése 1984. május 22-én Zürichben volt Olaszország ellen egy barátságos találkozón.

## Sikerei, díjai
Werder Bremen
- Nyugatnémet bajnokság (Bundesliga)
  - bajnok: 1987–88